# Gillertjärnen (Sundsjö socken, Jämtland, 699515-147197)
Gillertjärnen är en sjö i Bräcke kommun i Jämtland och ingår i Indalsälvens huvudavrinningsområde.